# 22日
22日（にじゅうににち）は、暦上の各月における22日目である。
各月の22日については下記を参照。
- 1月22日 - 1月22日 (旧暦)
- 2月22日 - 2月22日 (旧暦)
- 3月22日 - 3月22日 (旧暦)
- 4月22日 - 4月22日 (旧暦)
- 5月22日 - 5月22日 (旧暦)
- 6月22日 - 6月22日 (旧暦)
- 7月22日 - 7月22日 (旧暦)
- 8月22日 - 8月22日 (旧暦)
- 9月22日 - 9月22日 (旧暦)
- 10月22日 - 10月22日 (旧暦)
- 11月22日 - 11月22日 (旧暦)
- 12月22日 - 12月22日 (旧暦)

## 記念日・年中行事
- 禁煙の日（ 日本）
禁煙を推進する学会で作る禁煙推進学術ネットワークが制定。「2」を白鳥（スワン=吸わん）に見たて、「22」で「吸わん吸わん」との語呂合せから。
- 夫婦の日（ 日本）
「ふう(2)ふ(2)」の語呂合せ。
- ショートケーキの日（ 日本）
仙台の洋菓子店・カウベルが2007年に制定。カレンダーで22日の真上には15日があり、ショートケーキの上には苺が乗っていることから。
- カニカマの日（ 日本 6月を除く）
水産加工品メーカーのスギヨが2017年に制定。漢数字の「二二」がカニのハサミの形状に似ていることから。ただし、本物のカニへの敬意を込め「かにの日」である6月22日を除いている。[1]